# Berlin am Mittag
Berlin am Mittag (kurz BaM) war eine unabhängige Tageszeitung in Ost-Berlin, die nur ein Jahr – von 1947 bis 1948 – auf dem Markt war.

## Geschichte
Als Vorläufer kann die B.Z. am Mittag gelten, die zwischen 1904 und 1943 die erste Boulevardzeitung im Straßenverkauf für den deutschen Zeitungsmarkt war. Am 3. Februar 1947 erschien die erste Ausgabe von Berlin am Mittag. Gründer waren Georg Honigmann, Ewald Mendel und Emil Crüger, die als Journalisten für verschiedene Zeitungen des Ullstein-Verlages bis 1933 geschrieben und danach in der Emigration gelebt hatten. Sie war die zweite unabhängige Tageszeitung im sowjetischen Sektor von Berlin nach dem Nacht-Express und wurde auch in dessen Verlagshaus in der Mohrenstraße 36/37 konzipiert.
Berlin am Mittag erschien als Boulevard-Zeitung im Straßenverkauf, mit auffälligen Schlagzeilen und einigen reißerischen Inhalten. Die politischen Artikel attackierten die aktuelle Politik und Vertreter der westlichen Staaten teilweise scharf, zu anderen Themenbereichen schrieb sie im lockeren Unterhaltungsstil.
Die Zeitung war bei den Ost-Berliner Lesern beliebter als die parteioffiziellen Blätter. Die Auflage lag mit 170.000 (23. Mai 1947) bzw. 175.000 (1948) deutlich niedriger als die der Parteizeitungen, vermutlich wegen geringerer Papierzuteilungen.
Die SED strebte ab etwa Ende 1947 die Einstellung dieser Konkurrenzzeitung an. Berlin am Mittag unterstellte sich deshalb vorsichtshalber dem Verlag der Berliner Zeitung. Der kommunistische Journalist Harald Hauser verfasste in Berlin am Mittag am 28. Februar 1948 einen Artikel, in dem er Georges Bidault und weitere französische Repräsentanten unter dem Titel „SS-Offiziere mit Spezialaufträgen Bidaults“ scharf angriff. Daraufhin beantragten die französischen Vertreter im zuständigen Ausschuss des Alliierten Kontrollrats eine befristete Bestrafung der Zeitung, was die sowjetische Militäradministration mit einem sofortigen vollständigen Verbot zum 1. März beantwortete. Damit war Berlin am Mittag die erste Zeitung in Berlin, die nach 1945 wieder verboten wurde.

## Persönlichkeiten und Orte (Auswahl)
Leiter
- Ewald Mendel, Chefredakteur, SPD-Mitglied, bis 1933 stellvertretender Chefredakteur der Berliner Morgenpost
- Georg Honigmann, stellvertretender Chefredakteur, parteilos, Mitbegründer von ADN

Weitere Mitarbeiter
- Karl von Wülcknitz, Außenpolitik, vorher Wehrmachtsoffizier
- Albrecht Albert, Lokales, mit NS-Vergangenheit, deshalb vorher beim Tagesspiegel und Kurier entlassen[4]

Orte
- Verlag Berlin am Mittag G.m.b.H., Mohrenstraße 36/37, im Gebäude des Expreß-Verlages[5]
- Anzeigenabteilung, Jerusalemer Straße 65/66
- Druckerei, Linienstraße 139/140